# Sulfonilureia
As sulfonilureias são fármacos que promovem a liberação de insulina a partir das células beta do pâncreas. Também conhecidos como secretagogos juntamente com as meglitinidas por aumentarem a secreção de insulina para o sangue. Estudos mostraram que as mesmas facilitam as ações da insulina tendo um efeito pós-receptor e/ou aumentam os números de receptores de insulina. As sulfonilureias não são capazes de restaurar a primeira fase de secreção da insulina, em resposta ao estímulo da glicose, mas conseguem exagerar a segunda fase, o que comprova a importância de usar as que possuem ação mais curta. O tratamento crônico pode levar a uma concentração de insulina igualada com o início do tratamento. No pâncreas, em células isoladas das ilhotas de Langerhans, são responsáveis por aumentar a liberação de insulina. As sulfonilureias fecham os canais de potássio e promovem a despolarização das células beta do pâncreas, com esses canais fechados a quantidade de cálcio dentro da célula aumenta, isso  estimula a exocitose dos grânulos de insulina ou Gogos. Sua principal indicação são pacientes com diabetes mellitus tipo 2 que possuam peso de normal a magro, com níveis de insulina normais ou diminuídos, com ausência de controle por meio de dieta e exercícios, sem infecção ou cetose. A mais antiga das sulfonilureias usadas em medicina no Brasil é a clorpropamida e que atualmente está em desuso devido ao surgimento de substâncias melhores como a glibenclamida, gliclazida, glipizida e a glimepirida e que se encontram à venda no comércio brasileiro para administração oral.
Efeitos adversos são observados em 3 a 5% dos pacientes, entre eles: hipoglicemia, que é mais comum com uso de sulfonilureias de ação prolongada, por possuírem ligação iônica com proteínas plasmáticas e pode ser potencializada se for usada em conjunto com salicilatos, sulfa, fenilbutazona, isoniazida, álcool, entre outros; alterações hematológicas (leucopenia, agranulocitose, trombocitopenia e anemia hemolítica); alterações gastrointestinais (náusea, vômito, mais raramente icterícia colestática) e reações alérgicas. Além disso, há possibilidade de aumento de peso, tendo em vista que há aumento dos níveis insulinêmicos. As sulfonilureias são metabolizadas pelo fígado e excretada pelos rins, sendo que as de segunda geração são parcialmente excretadas pela bile. São contra-indicadas em pacientes com insuficiência hepática ou renal, cetose, presença de infecção, gestantes, lactantes e no diabético secundário a pancreatite.

## Classificação

### Primeira geração
- Acetoexamida
- Clorpropamida
- Tolbutamida
- Tolazamida

### Segunda geração
- Glipizida
- Gliclazida
- Glibenclamida
- Gliquidona

### Terceira geração
- Glimepirida